# Niespodziewana miłość
Niespodziewana miłość (ang. An Unexpected Love) – telewizyjny film fabularny wyprodukowany w 2003 roku. Zdjęcia kręcono od 9 sierpnia 2002 roku w Vancouver.
W Polsce został on wyemitowany przez stację telewizyjną Hallmark.

## Zarys fabularny
Kate Mayer jest dobiegającą czterdziestki gospodynią domową, mieszkającą w podmiejskiej okolicy. Została wychowana wedle staroświeckich zasad i stara się być dobrą żoną i przykładną matką. Niestety, ona i jej mąż Jack zaczynają coraz bardziej się od siebie oddalać, a dzieci – nastoletnia córka Sam i młodszy syn – nie potrafią zaakceptować ostatecznej decyzji o rozwodzie. Kate, chcąc zmienić coś w swoim życiu i nadać mu odpowiednie tempo podejmuje się pracy w charakterze sekretarki w biurze nieruchomości. Szybko awansuje, a w międzyczasie zakochuje się w swojej pracodawczyni, otwartej lesbijce Mac, której ciężko jest dojść do siebie po utracie dawnej ukochanej, Lauren. Kobiety z wzajemnością zakochują się w sobie, lecz ich uczucia nie akceptuje tak bliskie dla Kate jej otoczenie.

## Obsada
- Leslie Hope jako Kate Mayer
- Wendy Crewson jako McNally "Mac" Hays
- D.W. Moffett jako Jack Mayer
- Alison Pill jako Samantha "Sam" Mayer
- Margo Martindale jako Maggie
- Brent Spiner jako Brad
- Elizabeth Franz jako Dorothy
- Irma P. Hall jako Mary
- Christine Ebersole jako Sandy
- Fred Henderson jako Bernie
- Gillian Barber jako Rita
- Lynda Boyd